# Bridgetown (Kanada)
Bridgetown (do 1824 Hicks Ferry) – miejscowość (community; 1897–2015 miasto) w kanadyjskiej prowincji Nowa Szkocja, w hrabstwie Annapolis, miejscowość spisowa (designated place). Według spisu powszechnego z 2016 obszar miejscowości spisowej (tożsamy z obszarem miejskim (population centre)) to: 3,67 km², a zamieszkiwało wówczas ten obszar 949 osób, natomiast obszar dawnego miasta (dissolved census subdivision) zamieszkiwało 888 osób.
Miejscowość pierwotnie nosiła miano Hicks Ferry pochodzące od nazwiska jednego z wczesnych osadników, jednak na publicznym zebraniu mieszkańców 15 stycznia 1824 zmieniono nazwę, by odwoływała się ona do powstałej tam w 1803 przeprawy mostowej przez rzekę Annapolis River, a w 1897 otrzymała ona status miasta (town), którego została pozbawiona od 1 kwietnia 2015.